# Бозон II (граф Арля)
Бозон II (фр. Boson II; ум. после 965/967) — граф Арля, родоначальник Прованского дома.

## Происхождение
Существует несколько гипотез о происхождении Бозона. По первой из них, Бозон был сыном Ротбальда Ажельского, происходившего из Макона, сторонника императора Людовика III Слепого, которого монарх сделал графом в Провансе. По этой гипотезе Ротбальд был женат на дочери герцога Аквитании Гильом I Благочестивый и Ангельберги, дочери короля Нижней Бургундии Бозона Вьеннского. Благодаря этому Бозон мог получить своё имя.
Согласно второй гипотезе, Бозон мог быть сыном Ротбальда I (ум. ок. 949), который, в свою очередь, мог быть сыном маркграфа Тосканы Бозона, младшего брата короля Италии Гуго Арльского. По этой гипотезе Ротбальд родился от гипотетического первого брака, а брак Бозона Тосканского с Виллой Бургундской был вторым. И именно Ротбальд был женат на дочери Гильома Благочестивого.
Существует также гипотеза, выдвинутая Полем Альбером Февьером, по которой Бозон II был одним лицом с графом Бозоном I, братом короля Франции Рауля. Однако у данной гипотезы есть хронологические проблемы: Бозон I родился в середине 890-х годов и в момент рождения сыновей ему должно было быть за 60 лет.
Сторонники 1-й и 3-й гипотез происхождения Бозона считают, что он до 931 году женился на Берте Арльской, дочери маркграфа Тосканы Бозона, благодаря чему получил от тестя в управление Арль. Не позднее 945—948 годов он развёлся с ней.

## Биография
После смерти в 948 году короля Италии Гуго Арльского король Бургундии Конрад I решил заменить ставленников Гуго на своих сторонников. Для этого он разбил Прованс на три графства — Арль, Авиньон и Апт. Графом Арля он назначил Бозона II, Авиньона — его брата Гильома I, а Апта — Гриффона. Однако Бозон и Гильом вскоре оттеснили Грифона, став фактическими правителями Прованса. После смерти Гильома Бозон II объединил в своих руках весь Прованс.
Ранее 953 года Бозон II женился на Констанции, вероятно, дочери графа Вьенна Карла Константина, благодаря чему унаследовал и её владения.
Умер Бозон после 965/967 года. Его сыновья уже носили титул графов Прованса.

## Брак и дети
Жена: до 953 Констанция (ум. после мая 963), графиня Вьенна, возможно дочь графа Вьенна Карла Константина и Тетберги де Труа. Дети:
- Ротбальд II (I) (ум. 1008) — граф Прованса с 968, маркиз Прованса с 993
- Гильом I (II) Освободитель (ок. 955 — 993, после 29 августа) — граф Авиньона с 962, граф Прованса с 972, маркиз Прованса с 979
- Понс (ум. после мая 963)